# Mando Diao
Mando Diao is een Zweedse rockgroep uit Borlänge.

## Biografie

### Ontstaan
Mando Diao kent zijn basis in de britpopgroep Butler, die werd opgericht door gitarist Björn Dixgård en toetsenist Daniel Haglund. Na een ontmoeting tussen Dixgård en Gustaf Norén, waarbij de twee een hele nacht discussieerden over The Beatles, werd Norén bij de band gevraagd. In 1999 begon de band op regelmatige basis op te treden onder de naam Mando Diao met diverse drummers en bassisten, in en rond de stad Borlänge, in het midden van Zweden, waar de band een stad trouwe fanschare opbouwde.
Nadat de groep naamsbekendheid begon te krijgen in Stockholm, leken een aantal platenmaatschappijen geïnteresseerd te zijn in de band. Dixgård en Norén, die zich gezamenlijk hadden opgeworpen als songwriters van de groep, besloten hierop dat het tijd werd om over te gaan naar een vaste bandsamenstelling, om zo de nummers beter te kunnen uitwerken. Via gemeenschappelijke kennis kwam het drietal uit bij Samuel Giers, een drummer uit het stadje Gagnef net onder Borlänge, die studeerde aan het conservatorium. Giers stelde de band voor om ook bassist Carl-Johan 'CJ' Fogelklou, uit Sigtuna, te vragen, die hij weer kende van het conservatorium. Na het beluisteren van de demo van And I don't know stemde deze toe, waarmee de band gecompleteerd was.

### Bring 'em in
In 2002 tekende de band een contract bij EMI, die de band stalde op met Majesty Label van Capitol Zweden, en hetzelfde jaar kwam de ep Motown blood uit. De plaat maakte, met zijn ruwe garagerock, veel indruk en Mando Diao kreeg hierop de uitnodiging om op te treden in een tournee met gevestigde namen als Joakim Thåström, Kent en The Hellacopters. Tijdens deze tournee deed de band enkele denigrerende uitspraken over hun tourgenoot Kent, die ze onder andere een "saai dansorkestje" noemden. Dit was het begin van een langdurige strijd tussen Kent en Mando Diao in de Zweedse media. Na het eindigen van de tournee, begon de band te werken aan haar debuutplaat.
Na de singles Mr. Moon en The band verscheen de plaat Bring 'em in. Het merendeel van de plaat werd in twee sessies opgenomen in de kelder van Haglund. Hierna werden de opnames afgemixt door producer Ronald Bood.
Na Bring 'em in begon de band ook buiten de landsgrenzen op te treden. Begin 2003 deed de band een showcase op Eurosonic in Groningen. Een tournee in Japan werd een groot succes en het hele jaar 2003 stond in het teken van buitenlandse optredens. Rond deze tijd kwam Dixgård in opspraak na een ruzie tijdens een radio-uitzending met presentatrice Agnes-Lo Åkerlind, dat eindigde in een handgemeen. Aan het eind van de uitzending bood Dixgård hiervoor zijn excuses aan.
Halverwege 2003 werd Haglund, na de geboorte van zijn eerste kind, uit de band gezet, omdat hij het vaderschap niet kon combineren met het uitgebreide tourschema van de band, waarna de band werd teruggebracht tot een kwartet.

### Hurricane bar
In de lente van 2004 trok de band zich met producer Richard Rainey, die eerder werkte met U2, terug in het landhuis St. Catherine's Court in Bath, Engeland, waar ze werkten aan hun tweede plaat Hurricane bar. Tijdens de opname sloot Mats Björke, uit Falun zich als keybordspeler aan bij de band, na de uitgave van de plaat zou hij de vaste vervanger worden van Haglund. Ook de latere drummer, Patrik 'Patso' Heikinpieti is al te horen op het album als percussionist. De titel van het album verwijst naar de clubavonden in café Peace & Happiness in Borlänge, waar Mando Diao zijn carrière begon.
Het album werd voorafgegaan door de single Clean town, na de uitgave van de plaat verschenen ook nog Down in the past, You can't steal my love en God knows op single. Ook verscheen er een 12 inch met een danceremix van het nummer Down in the past. De plaat zorgde voor een doorbraak van de band in Duitsland, waar de band onder andere optrad op Rock am Ring en Rock im Park. Sindsdien heeft de band hier een stevige fanbasis.

### Ode to Ochrasy

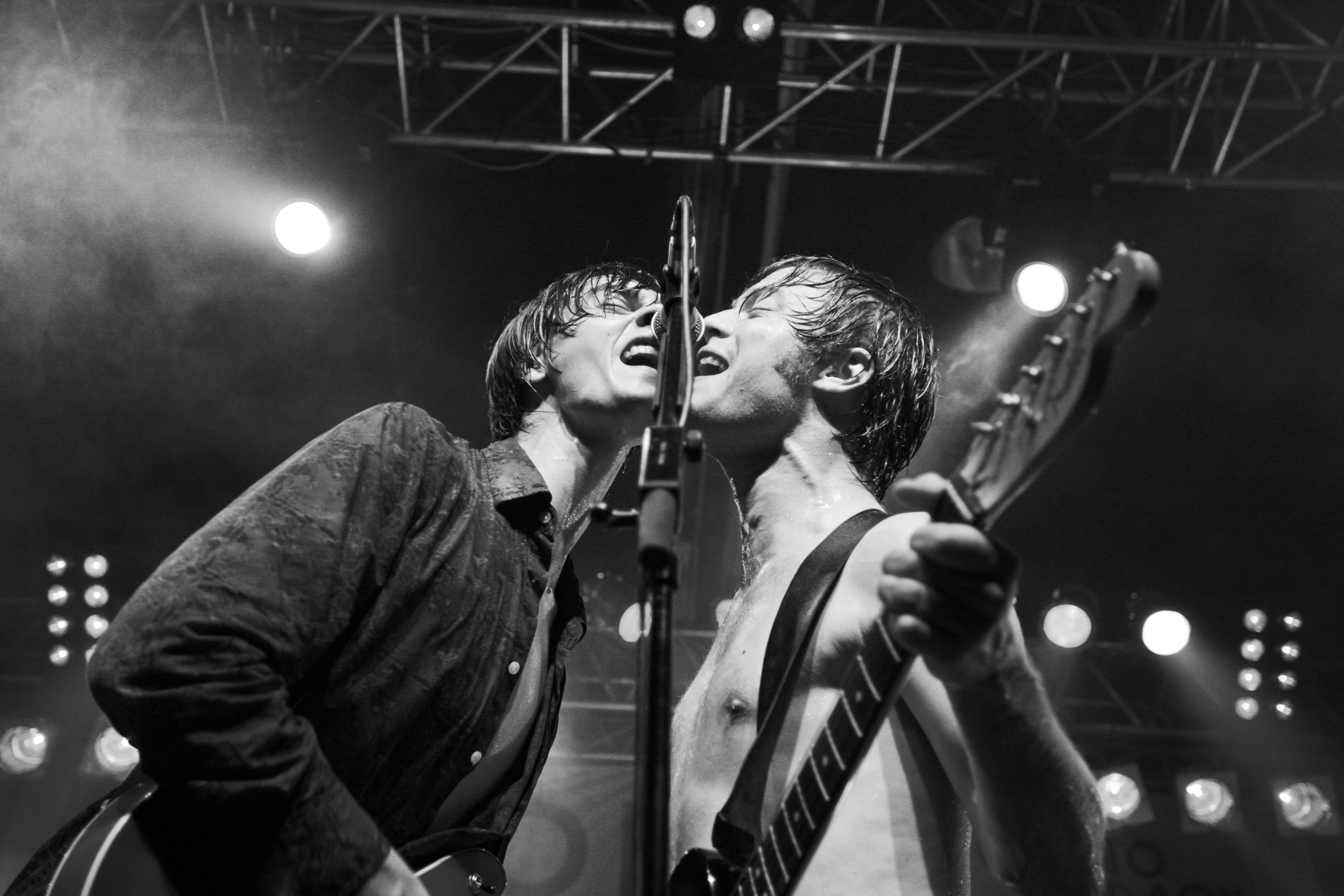
Mando Diao live in 2006.

In 2006 ging de band wederom de studio in om nieuwe nummers op te nemen in Stockholm met Patrik Heikinpieti als opnametechnicus. Björn Olsson, oud-gitarist van The Soundtrack of Our Lives en producer van onder meer de in Zweden erg populaire Håkan Hellström, werd door de platenmaatschappij EMI naar voren geschoven om de plaat produceren. De samenwerking met Olsson verliep echter zo moeizaam, dat het merendeel van de plaat uiteindelijk werd afgemixt door Heikinpieti. Dit illustreerde de band door op de inlay van het album "This album could have been produced by Björn Olsson" te zetten. De eerste single Long before rock 'n' roll werd afgemixt door Owen Morris, die eerder hoge ogen gooide als producer van Oasis. Later volgden nog de singles TV & me, Good morning, Herr Horst en The wildfire.
Eind 2006 verscheen Down in the past een dvd met een documentaire met daarin veel live-opnamen, televisieoptredens en videoclips. Op 27 januari 2007 kwam de band in het nieuws toen tijdens een concert in Umeå, in het noorden van Zweden, de vloer van de concertzaal instortte. In totaal raakten hierbij 27 concertbezoekers gewond. Halverwege 2007 ging Björn Dixgård solo op tournee door Europa, waarbij hij naast eigen nummers, ook veel Mando Diao nummers speelde.

### Never seen the light of day
Ondanks de teleurstellende samenwerking op Ode to Ochrasy werd voor de opvolger Never seen the light of day wederom Björn Olsson naar voren geschoven als producer. De band, die vermoeid was van de wereldtournee waar ze net uitkwamen en kozen ervoor het album zelf op te nemen in een kleine, door henzelf uitgekozen, studio. Het resultaat was een vervreemdende plaat, die meer leunde op de folkrock dan op het vertrouwde garagerockgeluid. De titel van het album verwijst ernaar dat de band zichzelf afvroeg of EMI deze plaat nog wilde uitgeven. De plaat werd voorafgegaan door de single If I don't live today, I might be here tomorrow. De single, een met violen overladen ballad, was geen groot succes en ook de tweede single, het titelnummer Never seen the light of day, wist geen hoge ogen te halen.
Never seen the light of day was het laatste album van de band dat uitkwam bij EMI. De band was vooral teleurgesteld dat het label het merendeel van zijn promotie bleef richten op Duitsland, terwijl de band in andere landen maar moeilijk voet aan de grond kreeg. Daarnaast liet het label De band stapte voor het nieuwe album over naar Universal, waar de band terechtkwam op het sublabel Vertigo Records. In 2009 verscheen bij EMI nog wel het dubbelalbum The Malevolence Of Mando Diao 2002-2007, waarop alle B-kanten en extra albumtracks verzameld stonden, alsmede een nieuw nummer, The quarry, dat ook op single werd uitgebracht. Bij het album was ook nog een dvd bijgevoegd, met daarop een unpluggedsessie in een Zweedse televisiestudio uit 2006.

### Give me fire
Eind december 2008 verscheen de eerste single van Mando Diao op Vertigo Records, Dance with somebody. Dit nummer bleek de definitieve doorbraak voor de band. Het nummer bereikte in veel landen de top 10 en bereikte in Nederland de 4e plaats van Nederlandse Top 40. Het album Give me fire dat begin 2009 verscheen, werd geproduceerd door de hiphopproducers The Salazar Brothers. De nummers van het album waren duidelijk minder gitaargericht dan de voorgaande albums en leunden sterk op de bas, drums en percussie. Het album kreeg een gespreide release, met een Europese en Japanse uitgave in februari/maart 2009, een Engelse uitgave in november 2009, een 'wintereditie' met het extra nummer Nothing without you, en een Amerikaanse uitgave halverwege 2011. Bij de eerste editie werd een dvd met daarop een documentaire bijgevoegd. Naast Dance with somebody werden ook het nummer Gloria en het extra nummer Nothing without you op single uitgebracht.
Op 2 september 2010 nam Mando Diao voor MTV Duitsland een MTV unpluggedsessie op, waar onder andere Ray Davies, Juliette Lewis, Klaus Voorman en Daniel Haglund gastoptredens verzorgden. Deze unpluggedsessie werd in november 2010 uitgezonden en werd in december 2010 uitgegeven op cd.
Op 4 april 2011 maakte de band bekend dat Samuel Giers door de overige bandleden uit de band was gezet. De precieze reden van zijn vertrek is niet bekendgemaakt. Hij werd vervangen door Patrik Heikinpieti, die eerder voor de band werkte als percussionist en opnametechnicus.

### Aelita
In 2014 verscheen het album Aelita, een elektro/pop/rock plaat, beïnvloed door drum and Bass /jaren tachtig pop. Black Saturday is de eerste verschenen single van dit album. In november 2014 verliet keyboardspeler Mats Björke de band. In juni 2015 maakte de band bekend dat tweede frontman / gitarist en achtergrondzanger Gustaf Norén eveneens de band verliet om een solocarrière te starten. Hij werd vervangen door Jens Siverstedt.

### Good times
Op 12 mei 2017 verscheen het album Good times. Dit is het eerste album van Mando Diao zonder Gustav Norén. Als eerste single werd het nummer Shake uitgebracht. Good times is het achtste studioalbum van de band.

## Bandleden

### Huidige bandleden
- Björn Dixgård - zang, gitaar
- Carl-Johan 'CJ' Fogelklou - basgitaar, zang, keyboard
- Patrik Heikinpieti - drums en percussie (1999-heden)
- Jens Siverstedt - achtergrond zang, gitaar

### Oud-leden
- Daniel Haglund - keyboards (1999-2003)
- Samuel Giers - drums (1999-2011)
- Mats Björke - keyboards, piano (2003-2014)
- Gustaf Norén - zang, gitaar, keyboards

## Discografie

### Albums
- Bring 'em in (2002)
- Hurricane bar (2004)
- Ode to Ochrasy (2006)
- Never seen the light of day (2007)
- Give Me Fire (2009)
- The Malevolence Of Mando Diao 2002-2007 (verzamelalbum; 2009)
- Mtv Unplugged: Above and beyond (2010)
- Infruset (2012)
- Aelita (2014)
- Good Times (2017)
- Bang (2019)
- I solnedgången (2020)

### Singles
- Mr. Moon (2002)
- The band (2002)
- Sheepdog (2003)
- Clean town (2004)
- Down in the past (2004)
- You can't steal my love (2005)
- God knows (2005)
- Down in the past 12" (the moonbootica remix) (2006)
- Long before rock 'n' roll (2006)
- Good morning, Herr Horst (2006)
- TV & me (2007)
- The wildfire (if it was true) (2007)
- If I don't live today, I might be here tomorrow (2007)
- Never seen the light of day (2007)
- Dance with somebody (2008)
- Gloria (2009)
- The quarry (2009)
- Nothing without you (2009)
- Black Saturday (2014)
- Love Last Forever (2014)
- Shake (2017)

### Ep's
- Motown blood EP (2002)
- Sheepdog (2003)
- Paralysed EP (2004)
- Mean street EP (2009)

### Dvd's
- Down in the past (2006)

## Hitlijsten

### Albums
| Album met eventuele hitnotering(en) in de Nederlandse Album Top 100 | Datum van verschijnen | Datum van binnenkomst | Hoogste positie | Aantal weken | Opmerkingen |
| ------------------------------------------------------------------- | --------------------- | --------------------- | --------------- | ------------ | ----------- |
| Give me fire!                                                       | 13-02-2009            | 06-06-2009            | 38              | 22           |             |

### Singles
| Single met eventuele hitnotering(en) in de Nederlandse Top 40 | Datum van verschijnen | Datum van binnenkomst | Hoogste positie | Aantal weken | Opmerkingen                 |
| ------------------------------------------------------------- | --------------------- | --------------------- | --------------- | ------------ | --------------------------- |
| Dance with somebody                                           | 09-01-2009            | 20-06-2009            | 4               | 20           | Nr. 9 in de Single Top 100  |
| Gloria                                                        | 15-05-2009            | 19-09-2009            | tip3            | -            | Nr. 77 in de Single Top 100 |

| Single met hitnotering(en) in de Vlaamse Ultratop 50 | Datum van verschijnen | Datum van binnenkomst | Hoogste positie | Aantal weken | Opmerkingen |
| ---------------------------------------------------- | --------------------- | --------------------- | --------------- | ------------ | ----------- |
| Dance with somebody                                  | 2009                  | 21-03-2009            | tip16           | -            |             |

## Trivia
- Twee broers van Gustaf Norén, Victor en Carl, spelen in de band Sugarplum Fairy en hebben beiden een solocarrière.
- De zus van Björn Dixgård, Linnéa, zingt in de Twinflower Band. Op de debuutplaat van deze band spelen zowel Björn Dixgård, als CJ Fogelklou en Patrik Heikinpieti mee.
- Het nummer The Wildfire (If it was true) is een van de soundtracks van het computerspel NHL 2008.